# Stainton (North Yorkshire)
Stainton is een civil parish in het bestuurlijke gebied Richmondshire, in het Engelse graafschap North Yorkshire.